# Чистый строй
Чи́стый строй может ещё называться гаммой синтонического типа, иногда натуральной гаммой, или натуральным строем. Являясь по сути октавно-квинто-терцовым строем, чистый строй порождается натуральными интервалами чистой октавы (1:2), чистой квинты (2:3) и большой терции (4:5). У всех чисел, занятых в интервальных соотношениях чистого строя, факторизации опираются на простые числа величиной не более 5. По этой причине чистый строй, преимущественно в англоязычной среде, также называют настройка предела 5 (5-limit tuning), подчёркивая связь чистого строя с так называемой чистой интонацией (Just intonation, нем. reine Stimmung), допускающей пределы величиной более 5.

## Дополнительные материалы

### Современные исследования и справки
- Barbour J.M. Tuning and Temperament: a Historical Survey. East Lansing, MI, 1951.
- Groven E. Equal temperament and Pure Tuning. Oslo, 1969.
- Honingh, Aline. GROUP THEORETIC DESCRIPTION OF JUST INTONATION (англ.). — Amsterdam, The Netherlands: Institute for Logic, Language and Computation. — P. 8.
- Lindley M. Stimmung und Temperatur // Hören, Messen und Rechnen in der frühen Neuzeit = Geschichte der Musiktheorie, hrsg. v. F. Zaminer. Bd. VI. Darmstadt, 1987, SS. 109—331.
- Lindley M. Just (pure) intonation (англ.) // New Grove Dictionary of Music and Musicians. — Oxford: Oxford University Press, 2001.
- Rasch R. Tuning and temperament // The Cambridge History of Western Music Theory. Cambridge, 2002, pp. 193—222.